# Barusia hofferi
Barusia hofferi is een spinnensoort in de taxonomische indeling van de Leptonetidae.
Het dier behoort tot het geslacht Barusia. De wetenschappelijke naam van de soort werd voor het eerst geldig gepubliceerd in 1935 door J. Kratochvíl.